# علي ناظر (قلعة خواجة)
علي ناظر (بالفارسية: علی‌نظر) هي منطقة سكنية تقع في إيران في قسم قلعة خواجة الريفي. يقدر عدد سكانها بـ 261 نسمة .